# ويب أو إس
ويب أو إس (بالإنجليزية: WebOS)‏ هو نظام تشغيل لينكس مفتوح المصدر لأجهزة التلفاز الذكية ، كان سابقا نظام تشغيل للأجهزة المحمولة. تم تطويره في البداية بواسطة شركة بالم، استحوذت عليه شركة هوليت-باكارد ثم لاحقا شركة إل جي أليكترونيكس.

## وصلات خارجية
- الموقع الرسمي